# Lori écarlate
Eos bornea
Espèce
Statut de conservation UICN

 LC  : Préoccupation mineure
Statut CITES
Le Lori écarlate (Eos bornea [ Linnaeus, 1758 ] ou Eos rubra Gmelin) est une espèce d'oiseau de la famille des Psittacidae.

## Répartition
Il est endémique de l'Indonésie.

## Habitat
Il vit dans les forêts tropicales humides côtières et les forêts de mangrove.